# Jason Kouchak
Jason Kouchak je pianist, skladatelj pevec in tekstopisec, čigar dela, interesi in družbeno ter dobrodelno delovanje presega državne meje in vključuje tudi Veliko Britaniji, Francijo, Japonsko, Singapur in Hongkong.

## Mlada leta
Jason Mariano Kouchak je bil rojen v Lyonu v Franciji. Šolal se je na šoli Westminster School ter študiral klasični klavir na Royal College of Music ter na univerzi v Edinburgu. Je potomec ruskega admirala Aleksandra Kolchaka.

## Glasbena kariera
Jason Kouchak je posnel pet albumov, dva od katerih sta bila posneta v Abbey Road Studios. Nastopal je na britanski (BBC) in japonski (NHK) televiziji, kjer je predstavil svoje lastne kompozicije. Kot klasični pianist je koncertiral po celem svetu, med drugim tudi v Hongkongu, Singapurju in na Japonskem. 
Nastopal je v Royal Festival Hall (London), Salle Pleyel (Paris), in gledališču Mariinsky (St. Petersburg). Poleg tega je imel nastope tudi na mednarodnem festivalu v Edinburgu.
Sodeloval je tudi na gala koncertu The Moon Represents My Heart, ki je bil organiziran za Juliana Lloyda Webbra in Jiaxin Cheng v Chelsea Arts Club, v počastitev Webbrovega 60. rojstnega dne. Poleg tega je leta 2010, skupaj z igralko in pevko Elaine Paige, nastopil  na koncertu ob 200-letnici Chopina v dvorani Guildhall. 
Pel je tudi v kabarejskih predstavah v Café de Paris in Café Royal.
Leta 2012 je skupaj s Tomom Stoppardom nastopal na literarnem festivalu Galle na Sri Lanki ; istega leta pa je imel tudi klavirski nastop na otvoritveni slovestnosti ob začetku šahovskega turnirja London Chess Classic. Leta 2012 je postal glasbeni director 20. obletnice Festivala francoskega filma v VB v Londonu in Edinburgu. Ob Chopinovi obletnici je nastopal na britanski ambasadi v Parizu.

## Izbrani nastopi
Leta 1990 je kor gostujoči umetnik nastopil na praznovanju 60. rojstnega dne princese Margaret v hotelu Ritz. Istega leta se je kot gostujoči klasični pianist pojavil na filmski premieri Zeffirellijevega Hamleta.
Leta 1998 je v londonskem muzeju Victoria and Albert cesarju Akihiti predstavil svojo interpretacijo Sakure. To delo je predstavil tudi na dobrodelnem dogodku za žrtve potresa v Kobeju leta 1995. To kompozicijo je posnel skupaj z Julianom Lloydom Webbrom za album Cello Moods. Leta 1999 jo je predstavila olimpijska drsalka Yuka Sato.
V letih 2011 in 2013 je Kouchak nastopal z rusko pesmijo Dark Is the Night.
Na otvoritveni slovestnosti literarnega festivala letalske družbe Emirates marca 2015 je nastopil s Šeherezado, ter napisal tudi uradno pesem za ta festival za leto 2016.

## Drugo javno delovanje
Med njegove druge vidnejše prispevke spada tudi priprava dveh velikih šahovskih setov za otroke skupaj z Stuartom Conquestom leta 2010 v Holland parku v Londonu ter v Meadows parku v Edinburgu leta 2013 , ter šahovski set Johna Tenniela iz knjige Alice v čudežni deželi. Kouchak je napisal tudi uradno pesem dobrodelnega šahovskega dogodka z naslovom Moving Forward.
Kouchak je leta 2011 ustanovil otroški pevski zbor Tsubasa Children’s Choir, ki je otvoril Matsuri festival in zapel pesem Jupiter iz Holstove suite Planeti na praznovanju kraljičinega jubileja leta 2012 na trgu Trafalgar Square v Londonu. Leta 2016 je v Britanskem muzeju v Londonu in v New Yorku potekala posebna predstava Chess and Ballet at the British Museum, z namenom počastiti vlogo žensk kot kraljic v šahu.

## Diskografija
- Space Between Notes (2017)
- Comme d'Habitude (2011)
- Midnight Classics (2008)
- Forever (2001)
- Watercolours (1999)
- Première Impression (1997)
- Cello Moods (Sakura)